# Ladis
Ladis ist eine Gemeinde mit 548 Einwohnern (Stand 1. Jänner 2025) im Bezirk Landeck im Bundesland Tirol (Österreich).
Die Tourismusgemeinde ist auch wegen ihrer Schwefel- und Sauerquellen (Oblader Sauerbrunn) seit dem Mittelalter bekannt.

## Geografie

### Geografische Lage
Ladis liegt auf der Sonnenterrasse am Fuß der Samnaungruppe, etwa 400 m über der Talsohle des Oberinntals. Über dem Ort erhebt sich das Schönjoch (2491 m ü. A.), der nordwestlichste Gipfel der Samnaungruppe. Talgegenüber liegt der untere Glockturmkamm (3148 m ü. A.) und der Taleingang des Kaunertals, und talauswärts der Kaunergrat mit der Aifnerspitze (2779 m ü. A.), beide Ötztaler Alpen.

### Gemeindegliederung
Die Gemeinde besteht aus je einer einzigen Katastralgemeinde, Ortschaft und einem Zählsprengel Ladis.
Ortsteile sind neben dem Hauptort Ladis:
- Obladis
- Neuegg
- Überwasser
- und die verfallenen Panzerhöfe (Panzer).[1][2]

### Nachbargemeinden
|      | Fließ                                       |       |
| Fiss | Kompassrose, die auf Nachbargemeinden zeigt | Prutz |
|      | Ried im Oberinntal                          |       |

## Geschichte

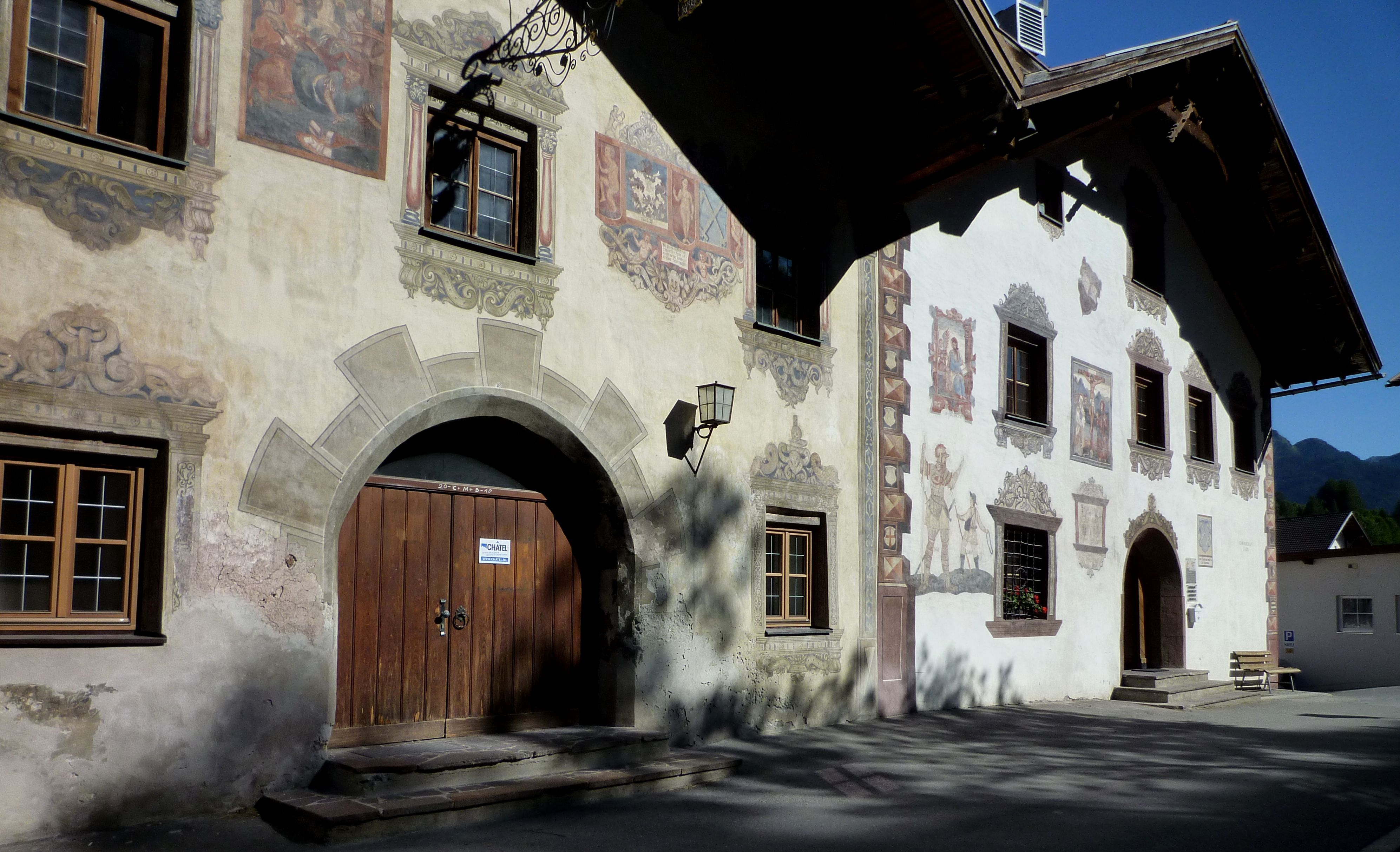
Gemeindehaus Ladis

Die Herkunft des Namens Ladis ist unbekannt. Sie wurde etwa auf lateinisch latus Seite zurückgeführt, etwa in Zusammenhang mit Pontlatzbrücke, pons Ladi.
Er ist wohl rätoromanisch tradiert. Möglich ist auch eine Herkunft von *lauta- ‚Sumpf, Morast‘.
Die Entdeckung des Tiroler Sauerbrunnens wurde 1212 überliefert. Der Ort und die Kirche sind erstmals 1220 als Laudes beurkundet, die Ministerialen von Laudeck 1232.
Die Burg Laudegg wurde 1239 erstmals urkundlich erwähnt.
1406 schlossen sich die Oberinntaler dem Appenzeller Bauernaufstand unter Itel Reding an. Das Dorf Ladis wurde niedergebrannt und die Burg zerstört. 1412 leisteten die Oberländer in Prutz dem Pfleger von Laudegg und dem Landesfürsten wieder ein Treuegelöbnis.
Ein Bade- und Trinkkurbetrieb zu Obladis setzte dann schon unter den Tiroler Landesfürsten der Renaissance ein, denen die Quelle gehörte.
1635 wurde der Ort von der Pest heimgesucht. Ursprünglich war Ladis Teil der Mutterpfarre Serfaus, später erhielt der Ort 1661 den Status einer Kuratie. Der Ort wurde im Oktober 1683 durch eine Feuersbrunst zerstört. Die wiederaufgebaute Kirche wurde 1698 geweiht.
1703 wurden französische und bayrische Truppen von einem Aufgebot der Ladisser, Landecker und Pfundser geschlagen.
1891 wurde Ladis zur Pfarre erhoben.

## Hauptort der Gemeinde
Hauptort der Gemeinde ist das Dorf Ladis. Es liegt knapp vor dem Nordende der Sonnenterrasse, direkt oberhalb von Prutz, zu dem die Talschulter jäh abbricht.
Der alte Ortskern erstreckt sich am Dorfweiher und direkt hinter Laudegg, das als Spornburg hoch über dem Talgrund steht. Das Zentrum ist dicht bebaut und die Häuser sind teilweise mit reicher Fassadenbemalung versehen. Im Gegensatz zu Fiss und Serfaus ist Ladis in seinem Ortskern noch bäuerlich geprägt.
Der Ort, in der heutigen Ausdehnung
von etwas über einen Kilometer, erstreckt sich auf etwa 1100 bis 1300 m ü. A. (die Dorfkirche liegt auf 1189 m ü. A.). Er umfasst den weitaus überwiegenden Teil der Einwohnerschaft der Gemeinde.
Ganz im Südwesten des Orts liegt die Sonnenbahn Talstation. Von dort gelangt man nach Fiss und in das Skigebiet.
Nachbarorte
| Obladis    | Neuegg                                      | Entbruck (Gem. Prutz) |
|            | Kompassrose, die auf Nachbargemeinden zeigt |                       |
| Überwasser | Ried im Oberinntal (Gem. Ried i.O.)         |                       |

## Kultur und Sehenswürdigkeiten

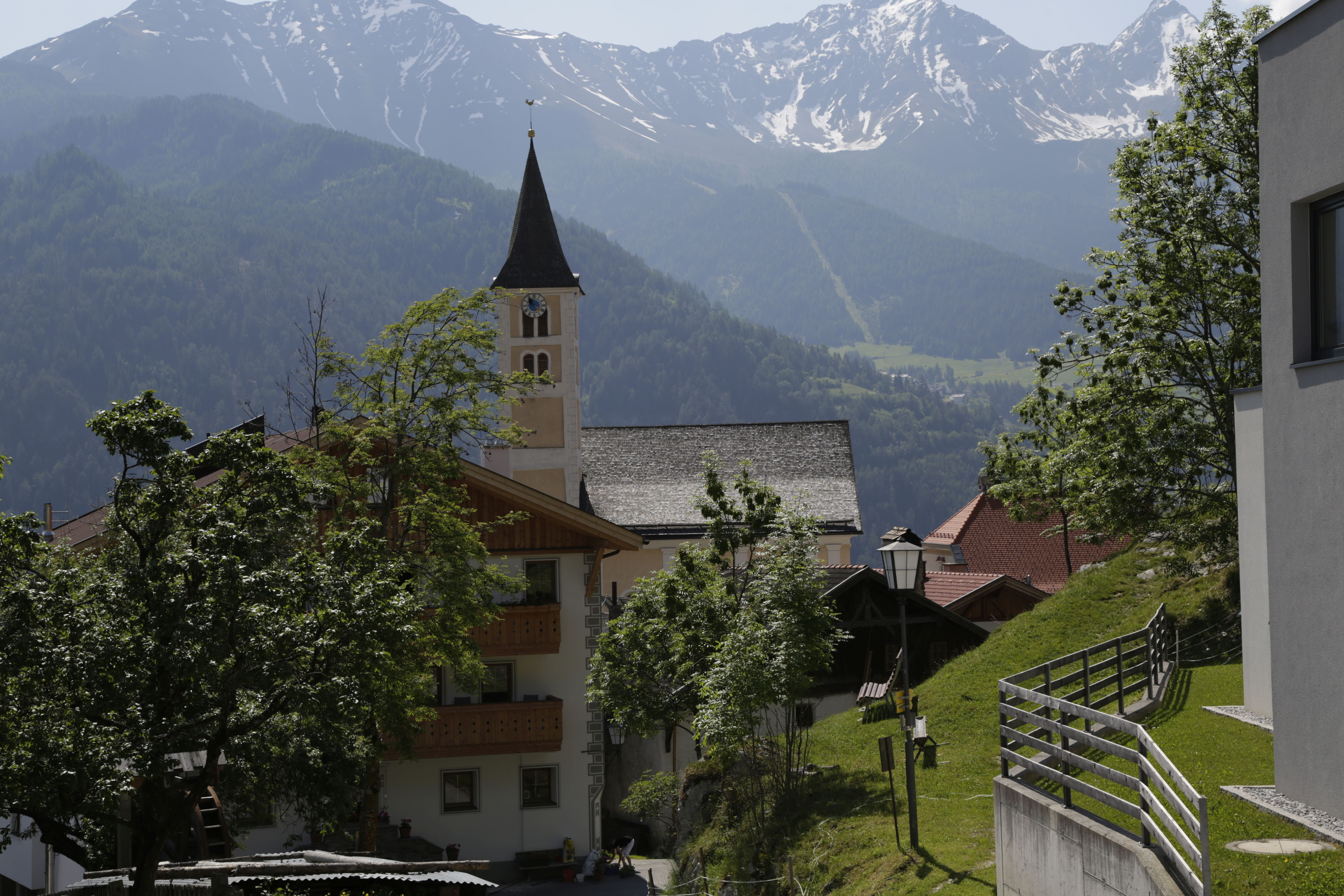
Pfarrkirche hl. Martin

- Die katholische Pfarrkirche Ladis wurde als klassizistischer Bau von 1829 bis 1831 erbaut und ist vom Friedhof umgeben.
- Die Burg Laudegg am nordöstlichen Ortsrand thront auf einem senkrechten Schieferfelsen hoch über dem Inntal. Der Wohnturm wurde um 1200 gebaut, der kleine Palas nur wenig später. Die Burg war bis zum 16. Jahrhundert hin Verwaltungssitz des Oberen Gerichts und verfiel allmählich, als der Verwaltungssitz nach Ried im Oberinntal übersiedelte. 1940 begann die Restaurierung. Die Burg kann besichtigt werden.
- Das denkmalgeschützte ehemalige Bauernhof Rechelerhaus wird als Kultur- und Veranstaltungszentrum genutzt. Das Gebäude besteht aus dem Bauernhof und wurde 2007/08 mit Anbauten erweitert. Das Kulturzentrum verfügt unter anderem über einen Veranstaltungssaal mit 200 Sitzplätzen, eine Open-Air-Bühne mit Zusehertribünen und ein Museum sowie eine Galerie.[7]

## Wirtschaft und Infrastruktur

### Verkehr
Ladis hat Straßenverbindungen mit Ried und Fiss: Von Ried herauf kommt die serpentinenreiche Ladiser Straße L 286, die von der Serfauser Landesstraße L 19 abzweigt. Dann führt sie als Dorfstraße durch den Ort, und die Sonnenterrasse entlang über Überwasser nach Fiss.

### Tourismus
Ladis ist durch eine Einseilumlaufgondelbahn mit dem Skigebiet Serfaus-Fiss verbunden. Gemeinsam bilden die drei Orte die Skiregion Serfaus–Fiss–Ladis, welche neben Sölden, Ischgl und St. Anton am Arlberg zu den bekanntesten Regionen in Tirol zählt.

## Politik
Ladis war ursprünglich Teil des Gerichtsbezirks Ried in Tirol und wurde nach dessen Auflösung Teil des Gerichtsbezirks Landeck.

### Gemeinderat
- Sitzverteilung nach der Gemeinderatswahl 2016:[8] 6 Mandate Einheitsliste Ladis, 3 Mandate Für Ladis und 2 Mandate Dorfliste.[9]
- Sitzverteilung nach der Gemeinderatswahl 2022: 7 Mandate Gemeinsam für Ladis (GFL), 3 Mandate Einheitsliste Ladis (EHL) und 1 Mandat Für Ladis (FL)[10]

### Bürgermeister
- bis 2022 Florian Klotz
- seit 2022 Hans-Georg Pittl[10]

### Wappen
Beschreibung:
Von Blau und Gold gevierteter Schild, im rechten Obereck eine goldene Sonne, im linken Untereck zwei schräggekreuzte Stäbe, die oben in einen nach unten gerichteten Winkel und unten in ein Kreuzchen übergehen.
Die Sonne im 1975 verliehenen Gemeindewappen versinnbildlicht die Zugehörigkeit zur Sonnenterrasse, die Stäbe sind das Hauszeichen von Hans Märckh (Hans Mark), dem Erbauer des heute als Gemeindehaus verwendeten Gebäudes.

### Regionalpolitik
Die Gemeinde gehört zum Tiroler Planungsverband Sonnenterrasse und zur Tourismusregion Serfaus–Fiss–Ladis. Sitzgemeinde das Planungsverbandes ist Fiss, Obmann der Bürgermeister ebenda, Markus Pale. Sitz des Tourismusverbandes ist Serfaus (Serfaus-Fiss-Ladis Information; er hält auch 80 % der Serfaus-Fiss-Ladis Marketing GmbH).

### Partnergemeinden
- Satteins in Vorarlberg[15]